# Tofrøet vikke
Tofrøet vikke (Vicia hirsuta) er en enårig, 25-80 centimeter lang, krybende plante i ærteblomst-familien. Arten er oprindeligt udbredt i Europa, Nordafrika og Vestasien, men er nu indslæbt over det meste af verden som ukrudtsplante. Tofrøet vikke har spinkle stængler, der er klatrende med 6-9-parrede blade, der ender i en grenet slyngtråd. Småbladene er smalle, lige afskårede i spidsen, hvor der befinder sig en lille brod. De små blålighvide blomster findes 4-6 sammen i langstilkede klaser. Bælgene er sorte, lodne og 2-frøede.
I Danmark er tofrøet vikke almindelig på agerjord, skrænter, grusgrave, i klitter og langs veje. Den blomstrer i maj til juli.